# GAZ Sobol
 (avril 2021).
Si vous disposez d'ouvrages ou d'articles de référence ou si vous connaissez des sites web de qualité traitant du thème abordé ici, merci de compléter l'article en donnant les références utiles à sa vérifiabilité et en les liant à la section « Notes et références ».
Le GAZ Sobol est une fourgonnette fabriquée par GAZ de 1998 à nos jours (2021). Actuellement, environ 89 000 unités ont été produites et vendues dans le monde. En 2010, le véhicule a remplacé la berline de livraison GAZ-31105B sur le marché des fourgonnettes. Le véhicule est dérivé de la GAZ Gazelle, qui est plus grande et est une fourgonnette moyenne.

## Histoire

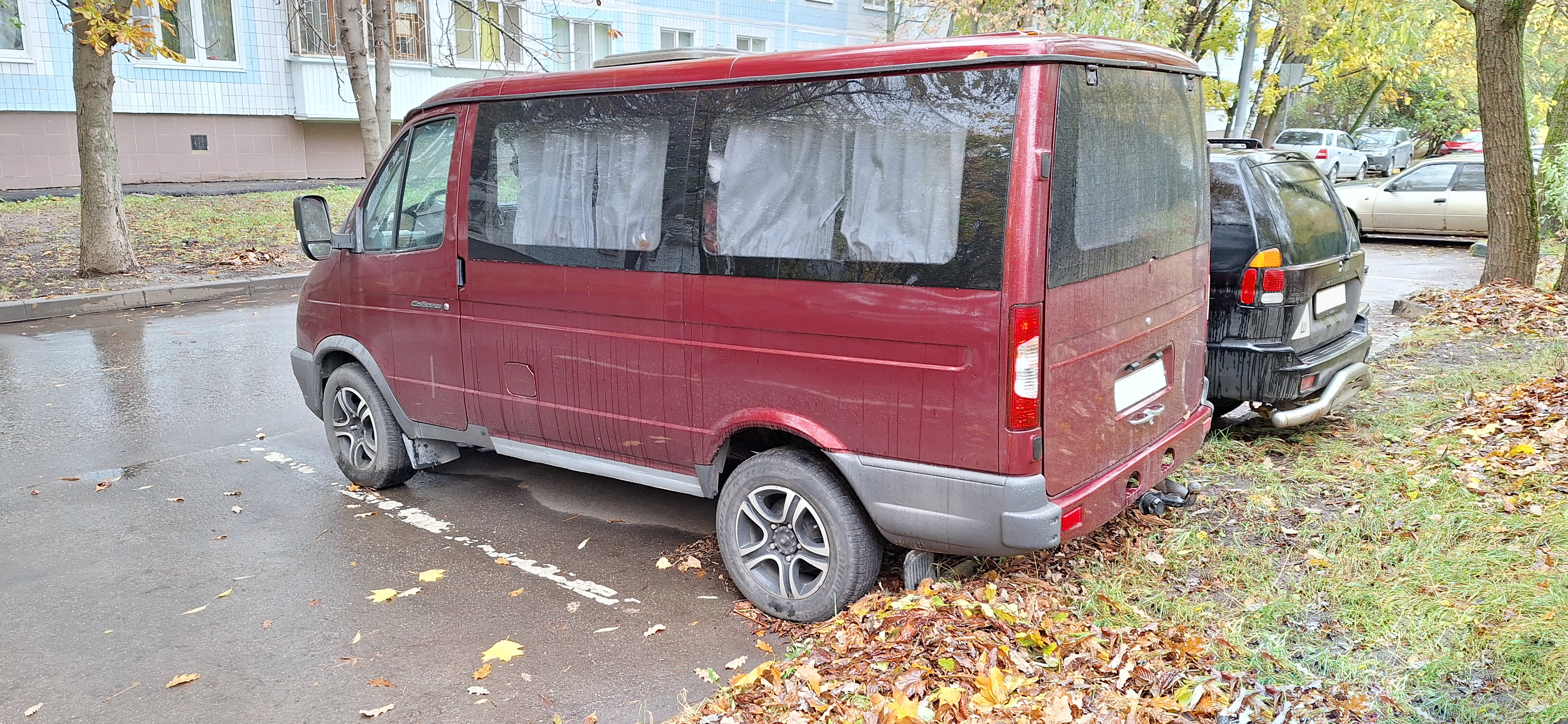
Équipement "De Luxe".

En 1998, GAZ a lancé le GAZ Sobol en tant que version fourgon léger de la plus grande GAZ Gazelle. Au cours des premiers mois après sa sortie, environ 53 unités ont été produites et vendues. Le véhicule est devenu très populaire au fil des ans et en 1995, environ 10 000 unités ont été produites et vendues.
En 2004, GAZ a lancé le nouveau break commercial GAZ-31105B, considéré comme le remplaçant du véhicule GAZ-24-02 Volga. Le nouveau véhicule était commercialisé comme une berline de livraison et une camionnette. En 2010, le véhicule a été abandonné et le GAZ Sobol a pris sa place sur le marché des fourgonnettes. Cela signifiait que le GAZ Sobol pouvait être considéré comme le descendant du camion GAZ-4. Aujourd'hui, le véhicule partage certains composants du châssis avec le camion poids moyen GAZon Next qui est considérablement plus grand que les fourgons GAZ Sobol et GAZelle.